# جاناتان دنسی
جاناتان پیتر دنسی (به انگلیسی: Jonathan Peter Dancy) (زاده ۸ مه ۱۹۴۶)، یک فیلسوف بریتانیایی است، که در زمینه اخلاق و معرفت‌شناسی شناخته می‌شود. او در حال حاضر استاد فلسفه در دانشگاه تگزاس در آستین و استاد پژوهشی در دانشگاه ریدینگ است. او قبلاً سال‌ها در دانشگاه کیل تدریس کرده‌است.

## تحصیلات و شغل
دنسی پسر جان کریستوفر دنسی است. او در کالج وینچستر، مبصر بود و برای مدرسه کریکت بازی می‌کرد. بعدتر در کالج کورپوس کریستی، آکسفورد، تحصیل کرد، و در آن‌جا نیز جزء دو نفر اول کلاس بود.
پس از فارغ‌التحصیلی به مدت یک سال به‌عنوان مدرس در کالج پمبروک، آکسفورد خدمت کرد. در سال ۱۹۷۱ مدرس دانشگاه کیل شد، و در سال ۱۹۹۱ در آن‌جا کرسی استادی گرفت.
پس از این‌که عروسش، کلر دینز، بازیگر آمریکایی، در جریان حضور در برنامه نمایش دیرهنگام با کریگ فرگوسن به او اشاره کرد، دنسی به‌عنوان مهمان در آن برنامه (۱ آوریل ۲۰۱۰) شرکت کرد.
در سال ۲۰۱۶، او به عنوان عضو فرهنگستان بریتانیا انتخاب شد.

## کار فلسفی
دنسی پس از کار بر روی مسائل معرفت‌شناختی، و به‌ویژه در مورد ماهیت ادراک، مدافع خاص‌گرایی اخلاقی شد. در این ایده، همه دلایل اخلاقی به جای کل، خاص هستند. او همچنین از آنچه او «کل‌گرایی ادله» می‌نامد دفاع می‌کند؛ یعنی این ایده که ملاحظاتی که در یک مورد، دلیلی برای عمل (به گونه‌ای خاص) است، ممکن است دلیلی برای عمل به آن روش یا حتی دلیلی برای عدم عمل به آن نباشد. از این منظر، دلایل وابسته به زمینه هستند. دانسی استدلال می‌کند که کل‌گرایی ادله، پشتوانه عمده‌ای برای ادعای اصلی جزیی‌گرایی او فراهم می‌کند، یعنی این‌که اصول اخلاقی وجود ندارند، و اخلاق می‌تواند بدون آن‌ها به‌خوبی پیش برود. دانسی برخی از نوشته‌های جورج برکلی را ویرایش کرد، و ویرایش‌ها را به این متفکر انگلیسی-ایرلندی تقدیم کرد.

## زندگی شخصی
دنسی در سال ۱۹۷۳ با سارا بیرلی ازدواج کرد. آن‌ها سه فرزند دارند: بازیگر هیو دنسی. جک دنسی، که یک شرکت مسافرتی را اداره می‌کند، و کیت ردمن که در یونسکو کار می‌کند.

## آثار برگزیده

### مقالات
- «دربارهٔ خصوصیات اخلاقی»، ذهن، ۱۹۸۱، XC، صص. 367-385.
- «خصوصی‌گرایی اخلاقی و ویژگی‌های اخلاقی مرتبط»، ذهن، 92، ۳۶۸ (اکتبر، ۱۹۸۳): ۵۳۰–۵۴۷.
- «نقش موارد خیالی در اخلاق»، فصلنامه فلسفی پاسیفیک، ۶6 (1985): ۱۴۱–۱۵۳.
- «اخلاق وظایف اولیه». در همنشینی با اخلاق، ویرایش. پیتر سینگر. آکسفورد: انتشارات بلک‌ول، ۱۹۹۱. ۲۱۹–۲۲۹.
- «آیا یک فرد خاص می‌تواند تفاوت بین درست و نادرست را بیاموزد؟» در مجموعه مقالات بیستمین کنگره جهانی فلسفه، جلد. ۱، ویرایش کی. برینکمان. بولینگ گرین، اوهایو: مرکز اسناد فلسفه، ۱۹۹۹. ۵۹ – ۷۲.
- دنسی, جاناتان. "قصد و اختیار: جاناتان دنسی". انجمن ارسطویی، جلد تکمیلی. 74 (1): 319–338. doi:10.1111/1467-8349.00074.

همچنین: اسکنلون, تی. ام. "«قصد و اختیار: تی ام اسکنلون»". انجمن ارسطویی، جلد تکمیلی. 74 (1): 301–317. doi:10.1111/1467-8349.00073. «قصد و جواز: تی ام اسکانلون». انجمن ارسطویی، جلد تکمیلی. ۷۴ (۱): ۳۰۱–۳۱۷. doi: 10.1111/1467-8349.00073. پی‌دی‌اف
- «پیشرفت خاص‌گرایان»، در خصوصیت اخلاقی، ویرایش. برد هوکر و مارگارت اولیویا لیتل.  آکسفورد: انتشارات کلارندون، ۲۰۰۰. ۱۳۰ – ۱۵۶.
- «خصوصی‌گرایی اخلاقی»، در دانشنامه آنلاین فلسفه استنفورد

### کتاب‌ها
- «مقدمه‌ای بر معرفت‌شناسی معاصر»، آکسفورد: بلک‌ول، ۱۹۸۵.
- «برکلی: مقدمه»، آکسفورد: بلک‌ول، ۱۹۸۷.
- «دلایل اخلاقی»، آکسفورد: انتشارات بلک‌ول، ۱۹۹۳.
- «واقعیت عملی»، آکسفورد: انتشارات دانشگاه آکسفورد، ۲۰۰۰.
- «اخلاق بدون اصول»، آکسفورد: انتشارات کلارندون، ۲۰۰۴.
- «شکل عملی نظریه استدلال عملی»، آکسفورد: انتشارات دانشگاه آکسفورد، ۲۰۱۸.

### ویرایش
- «دانش ادراکی»، آکسفورد: انتشارات دانشگاه آکسفورد، ۱۹۸۸.
- «ریدینگ پارفیت»، آکسفورد: بلک ول، ۱۹۹۷.
- «هنجارگرایی» (کنفرانس رتیو ۱۹۹۸) آکسفورد: بلک‌ول، ۲۰۰۰.
- «فلسفه عمل: گزیده» (با کنستانتین ساندیس) آکسفورد: وایلی-بلک‌ول، ۲۰۱۵.